# 寄合百貨店
寄合百貨店（よりあいひゃっかってん）は、複数の小売店が出店する商業施設形態の一つである。

## 概要
一つの店舗建物の中に複数の小売店が出店する共同店舗で、中小商業者が5人以上参加して事業協同組合を作ってその中で全組合員が営業し、全体で百貨店のような対面販売中心の総合小売店の機能を持たせた商業施設形態である。
この形態に、セルフサービス方式を導入してスーパーマーケット方式による販売を行なうものについては「寄合スーパー」と分類される。
また、中小商業者が共同で設置する百貨店形式の店舗であっても、各組合員が営業するのではなく共同出資した法人が営業をする場合には「協業百貨店」とされ、そのうちセルフサービス方式を導入してスーパーマーケット方式による販売を行なうものについては、「協業スーパー」に分類される。
一つの店舗建物の中に複数の小売店が出店する共同店舗という形態で、かつ対面販売中心であるという点では「小売市場」もあるが、「小売市場」は小規模でやや旧式の運営形態となっているのに対して、「寄合百貨店」は百貨店のような大型店舗に商品部（業種）別の売り場構成などを導入して近代化が図られている点が異なるとされている。
百貨店のような対面販売中心の総合小売店…という店舗形態のため、入居する店舗の業態も服飾雑貨などの買い回り品を扱うものが多くなる傾向にあり、食品など最寄り品が主体となる「寄合スーパー」とはその点でも異なっている。
なお、ショッピングセンターは、小売業や不動産業などの大手企業が開発・運営会社（ディベロッパーに）となって統一的に計画し、各小売店はその一部を賃借して出店する形態が一般的で、運営主体との関連性が異なるものとされている。
ただし、広義のショッピングセンターの定義には「寄合百貨店」も含まれる場合がある。

### 全国大型小売店総覧などにおける定義
「全国大型小売店総覧」などを発行する経済雑誌発行会社の東洋経済新報社では、百貨店、スーパー、食品スーパー、ホームセンター、専門店、ショッピングセンターの6業態を定義した上で、これら6業態に該当せず、かつ、核店舗がないか、あっても全体に占める割合が低く、複数の業種の店舗が多数集まったものとしている。
このため、先述の定義よりは幅広い大型小売店がこの中に含まれることになっているが、6つの業態定義の明確なもの以外を指す「その他の複数の業種の店舗が多数集まったもの」になっており、厳密な業態の定義とはなっていない。

### 駅ビル内の商業施設
第2次世界大戦後、旧日本国有鉄道の駅舎（駅ビル）の改築工事費を地元が一部負担して代わりに民衆駅内に設置した複数の店舗が入居した商業施設（○○ステーションデパートなど）は、この業態の1つとみなされることが多く、「全国大型小売店総覧」などでもそのように分類されているものがある。
ただし、釧路ステーションデパートのように協同組合が運営していたケースもあるが、株式会社による経営の場合には組合による運営という最も狭義の定義からは外れると見ることもできる。
しかし、開設時の岐阜ステーションデパートのように株式会社であっても出資者と出店者が完全に一致して個別に営業する場合もあり、この場合は法律上の法人形態こそ組合形式ではないものの実質的には組合形式の運営に近く、狭義の「寄合百貨店」とみなすことも可能である。
なお、国鉄分割民営化などにより、大都市圏などでは旧民衆駅を民営化後のJR各社が買収して完全に支配下に入れたり解体して新ビルを建設した例も多いほか、地方では自家用車の普及による車社会化の進展によって駅ビルの集客力の衰えで空き店舗化する事例もあり、中小小売業者の出資による本来の寄合百貨店形態の駅ビルは減少傾向にある。

### 百貨店法の規制除外と疑似百貨店問題の発生
百貨店に代表されるような大手企業による影響を抑制して中小小売業者の事業機会の確保を目的とする観点から、「寄合百貨店」のような協同組合などによる共同店舗を規制対象外とするため、1956年（昭和31年）6月に施行された（第2次）百貨店法では、（第1次）百貨店法のような建物全体での店舗面積を基準とする「建物主義」を採用されず、企業毎店舗ごとに基準以上の売場面積である場合に規制の対象とする「企業主義」が採用された。
ところが、量販店（総合スーパーなど）がこの「企業主義」を逆手にとり、同一建物内に取扱品目やフロア毎に別会社とした形式的には共同店舗とすることで店舗面積を基準面積未満とすることにより、外観的にも実質的にも一体のものながら百貨店法の適用を免れる「疑似百貨店」と呼ばれるものを出店して問題となった。
そのため、「疑似百貨店は百貨店法を無意味化するものであるから、規制すべきである」との要求が百貨店と中小小売業者の双方から出されたものの、「大規模小売業の消費者にとっての利益や流通近代化」などを理由に事実上黙認され、1974年（昭和49年）3月1日に百貨店法に代わって施行された大規模小売店舗法の規制が始まるまでそうした状況が続いて総合スーパーなどが急速に発展する結果となった。

## 主な寄合百貨店

### 協同組合
こちらが本来（狭義）の寄合百貨店である。

#### 寄合百貨店
- 丸合 やよいデパート（鳥取県米子市） 戦後の協同組合方式による寄合百貨店の草分け的存在だった。1947年「よなごマーケット」開設。1954年「協同組合丸合百貨」設立。ショッピングセンター化。1970年「やよいデパート」開店。一時ダイエーFCとなった。2010年丸合株式会社化。[16] 2013年7月31日、やよいデパートの核だった丸合撤退のため一時閉店。11月14日　ディスカウントスーパー「ディオマート」を核にリニューアル・オープン。[17]
- フジサワ名店ビル（藤沢市、売場面積約11,662m2[9]、1971年（昭和46年）11月[9]）
- あいタウンアベル（邑智郡邑南町[18]、売場面積約2,316m2[18]）

- 全国共同店舗連盟 加盟店
  - （協）メイト（岐阜県）　地元商店のみで構成
  - （協）植木ショッピングプラザウエッキー（熊本市）地元商店のみで構成

#### 寄合スーパー
- 21条百貨店(協) [19]
- (協)丸銀百貨店 メルシーマルギン（京都市）　テナント数16。スーパーマーケット形式。[20]
- (協)日南ショッピングセンターサピア

### 企業系
百貨店、スーパー、食品スーパー、ホームセンター、専門店、ショッピングセンターのどれにも該当せず、核店舗がないもの。広義にはその一種のファッションビルも数多く存在する。

#### 流通系
- J.フロント リテイリンググループ　パルコ
- 三越伊勢丹 アルタ[要出典]
- 東急百貨店 ・渋谷ヒカリエ,ShinQs ・町田東急ツインズ ・日吉東急アベニュー[要出典]
- 近鉄百貨店　・あべのHoop ・あべのand ・うえほんまちハイハイタウン[18]　・スターアイランド（四日市）[21]
- イオンリテール ・ビブレ[要出典]　・フォーラス（仙台[18]・秋田[18]・金沢[18]）
- ダイエーグループ　OPA
- ドン・キホーテグループ 日本商業施設 コスモ（札幌市）
- ファーストリテイリング  ミーナ[22]
- 横浜岡田屋　横浜岡田屋モアーズ[23]・川崎岡田屋モアーズ [18]・相模大野モアーズ[18]・横須資モアーズシティ[18]
- 名鉄百貨店　メルサ

#### 元百貨店・量販店の業態転換、または、後継店舗
前身店舗の閉鎖・撤退によるものが多い。
- 丸ヨ池内（札幌市）[18]・イケウチゾーン ・イケウチゲイト
- ピヴォ （札幌市）[21] ※旧中心街デパート、かつてダイエー札幌店が入居していた。2023年に閉館・解体予定[24]。
- カテプリ（札幌市）※旧プランタン新さっぽろ
- 極東証券 フィール旭川（旭川市）※丸井今井旭川店跡
- オクノ（旭川市） ※日専連系まるせん、そうご電器の跡地。2025年に閉館・解体予定[25]。
- 旭川エクス
- 武田商事 アベニュー946（釧路市）
- まちづくり北見　まちきた大通ビル ※旧きたみ東急百貨店のビルを活用。
- 苫小牧駅前通商店街振興組合　駅前プラザ エガオ　※ダイエー撤退後、2006年からラルズマートが出店するも2013年撤退。[26]
- エンドーチェーン イービーンズ（仙台市）
- 山形中央開発 ・セブンプラザ（売場面積約2,399m2[27]、1974年6月開業[27]）・虹の街　・ARCアルク　・セントラルプラザ
- 東邦エンタープライズ ナナビーンズ（山形市山形松坂屋跡[27]、売場面積約4,464m2[27]、2002年（平成14年）6月開業[27]））
- 山交ビル[27]（山形市）ダイエー撤退後自社運営。地場スーパーヤマザワ他が入居。
- 庄交コーポレーション　エスモール ※ダイエー鶴岡店撤退後全面モール化。
- 東邦精麦 アティ郡山（福島県郡山市） ※西友郡山西武店撤退後、ビル所有者が運営。
- グンゼ開発 前橋リリカ（カスミ他）[28]
- 日本総合企画　アクア木更津[21]　※木更津そごう跡
- 南総通運 南総サンヴェルプラザ（千葉県茂原市）　※茂原そごう跡
- 三菱商事都市開発 ・コピス吉祥寺※伊勢丹吉祥寺店跡 ・ニットーモール。※ダイエー熊谷店跡
- さいか屋　ジョルナ（町田市）
- 丸井　※月賦百貨店から次第に業態変更
- 丸井グループ エイムクリエイツ　モディ [22]
- 梅屋　ユーユー（神奈川県・平塚市）※百貨店から業態転換
- 岡谷市　イルフプラザ ※おかや東急跡
- ショッピングプラザ again（長野市、長崎屋跡[29]、売場面積約10,085m2[9]、1998年（平成10年）10月末[29]）
- 大和 ディー・アンド・シー ラブロ片町（金沢市片町2丁目2-5[30]、売場面積約12,050m2[30]）
- 豊川市開発ビル プリオ（服部家具センター他）豊川市公共施設併設
- 宝塚まちづくり会社　アピア逆瀬川 ※リヴィン撤退ビルを含む　[31]
- 和島興産　フォルテワジマ（和歌山）※丸正跡
- 天満屋 ロッツ（岡山県）
- 大和情報サービス RiM-f （リム・ふくやま※福山そごう → 福山ロッツ）
- サンモール（広島）（ユニクロ、イズミ他）
- (協)銀天街ショッピングビル ゲット[9] ※松山サティ撤退後自社運営。
- カリーノ　旧寿屋百貨店
- 丸屋本社 マルヤガーデンズ（鹿児島）※三越鹿児島店跡。ビルの所有者はかつて百貨店を経営していた。
- 高島屋開発 天文館タカプラ（鹿児島）※旧大見高島屋。百貨店から業態転換。
- 糸嶺商会 ディーナハ（那覇市）※ダイナハ跡

#### 鉄道/バス会社系
駅ビルも参照。(SC)印が対象。以下は駅ビル以外に店舗があるもの。
- 東急モールズデベロップメント　109 ・ココチ渋谷[要出典]
- 万代開発（新潟交通グループ）　ビルボードプレイス[18]

#### 不動産・独立系など
不動産・デベロッパー・専門店ビル
- 東急不動産グループ 　・東急プラザ（渋谷[21]・蒲田[21]）　・トツカーナ+サクラス戸塚（西友戸塚跡）
- 三井不動産商業マネジメント

　・ コレド日本橋※東急百貨店跡
- 三菱地所ビルマネジメント ・ランドマークプラザ[9]
- 賛栄商事 じゃんぼスクエア　デベロッパー系だが自社でスーパーも出店。[要出典][32]
- 住友商事グループ 　・ミウィ橋本[18]・ユニバーサルシティウォーク[18]
- 森ビルグループ 　・アークヒルズ[18]・六本木ヒルズ[18]
- ゲートシティ大崎[18]
- 東和不動産・毎日新聞社 　・ミッドランドスクエア[18]
- 大須30番第1地区市街地再開発組合 　・大須301ビル[18]
- セントラルパーク 　・セントラルパークアネックス[18]

市街地再開発ビル（公社・第三セクター系）
- 釧路河畔開発公社 釧路フィッシャーマンズワーフ [21]
- 青森駅前再開発ビル アウガ（青森市新町[33]、売場面積約14,301m2[33]、2001年（平成13年）1月26日[33]）
- ザザシティ浜松
- 芦屋都市管理 ラポルテ（芦屋市[34]、売場面積約29,603m2[34]、1980年（昭和55年）[34]）

地方資本系専門店ビル
- アルシュ  （札幌市） ※旧・エイトデパート。
- 4丁目プラザ（札幌市）
- 交洋不動産 大通ビッセ（札幌市）（北洋銀行本店ビル内）
- 西銀座デパート[18] 1958年（昭和33年）10月開業[35]。
- フロム中武（立川市、売場面積約9,985m2[9]、中武ビルディング[9]、1962年（昭和37年）5月[9]「中武デパート」開業、1984年改称）
- 大田ファミリーデパート パル[21]

## 過去にあった寄合百貨店
- 日専連系列
  - まるせん（旭川市） 旧.アサヒビルデパート[36]
  - （協）丸専デパート （新潟県長岡市）[37]
  - ニューまるせん協同組合（福井市）京福バスターミナルビル

- くしろデパート →「KOM」 （釧路市、1964年（昭和39年）11月11日[10] - 2006年（平成18年）8月29日[38]、旧平和市場[10]）
- サンデパート（札幌市・旭堂）[39]
- ぎんやデパート G FRESH ginya（室蘭市）
- ビッグジョイ（苫小牧市錦町、[40]、売場面積約3,762m2[9]、北海道空港株式会社）旧錦町再開発商業ビル「トピア」で鶴丸 (百貨店)が入居していたが、2011年閉鎖　 [41]
- 和光デパート（函館 NAアーバンデベロップメント）[41]
- 彩華デパート (函館)（函館）[42]
- はとや百貨店（帯広市） - 同市内出身の中国引揚者達により、1946年に開店した「満蒙マーケット」が前身[43]。1950年代、帯広駅前に新築店舗（地下1階、地上3階）を建築し移転（屋号も「はとや百貨店」に改名）。1980年代中期頃、業態をサウナ（書店や理容店もテナント入居）に変更（屋号も「ハトヤサウナ」に改名）。現在は廃業し、建物も存在しない。
- サニーデパート （帯広市・坂本ビル） [44]
- セントラルデパート（秋田市広小路[45]）
- サントピア（水戸市）
- 箱根登山鉄道 箱根登山ベルジュ[46]
- 新潟ウィズ  ※旧イチムラをかに道楽が商業ビルとして運用していたが 2010年9月閉店。
- 奈良デパート商業(協) ビッグナラ　開業:1968年　 売場面積1,760m2　テナント20店　協同組合から株式会社、スーパーマーケット形式へ転換。[47]
- 徳島シティビルディング
- キャトル宮古（岩手県）2003年12月12日開業。2002年閉店した「宮古サティ （旧ファミリーデパート玉木屋）」跡のビルを宮古商工会議所主導の共同出資会社を設立して運営。国や県補助金を受けている[48]。2021年12月10日閉館[49]。